# Alois Rašín

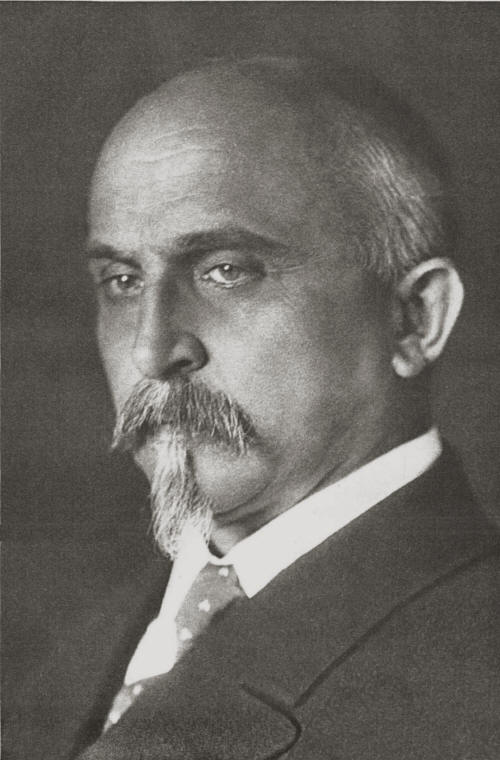
Alois Rašín (um 1918)

Alois Rašín (* 18. Oktober 1867 in Nechanice; † 18. Februar 1923 in Prag) war ein tschechoslowakischer Jurist, Politiker, Ökonom und Finanzminister. Rašín gehörte zu den radikalen Widersachern der österreichischen Monarchie – er wurde im Prozess gegen den Geheimbund Omladina verurteilt und gehörte der Widerstandsgruppe Maffie an. Rašín trat für die Unabhängigkeit der Tschechoslowakei ein – 1918 gehörte er zu den Gründern des neuen Staates und verdiente sich maßgeblich für die Schaffung einer neuen Währung. Rašín starb an den Folgen eines Attentats.

## Leben
Rašín, der aus einer elfköpfigen Familie eines Landwirtes und Bäckers stammte, besuchte verschiedene Gymnasien in Nový Bydžov (damals Neu Bydžow), Broumov (damals Braunau) und Hradec Králové (damals Königgrätz), wo er 1886 die Matura ablegte. Dann meldete sich zum Medizinstudium an der Karl-Ferdinands-Universität in Prag, wechselte jedoch schnell zum Jurastudium, das er 1891 beendete. Zu diesem Zeitpunkt gehörte er bereits zu den Führern der tschechischen radikalen Studentenbewegung, eine seiner Broschüren (České státní právo, deutsch: Tschechisches Staatsrecht, 1891) wurde durch die Behörden auf den „Index gesetzt“. Rašín heiratete 1899 Karla Janská aus einer Prager patriotischen Familie, Schwester des Entdeckers der vier Blutgruppen Jan Janský; sie hatten drei Kinder.
Nach 1900 arbeitete er kurz aber dennoch erfolgreich als Anwalt im Firmenbereich. Zu seinen Kunden gehörte unter anderem auch die Gewerbebank in Prag.
Am 5. Januar 1923 verübte der Anarchokommunist Josef Šoupal auf Rašín ein Attentat. Er schoss Rašín in den Rücken, weil er, wie er später gesagt haben soll, das Bankwesen und den Kapitalismus treffen wollte. Der damals 19-Jährige, der einigen Quellen zufolge auch kurzzeitige Kontakte zur Kommunistischen Partei gehabt haben soll, wurde zu 18 Jahren Kerker verurteilt. Rašín starb an den Folgen des Attentats am 18. Februar 1923.

## Politische Karriere
Wegen seiner stark antiösterreichischen Einstellung und Tätigkeit wurde Rašín verhaftet und 1894 in einem beachteten Prozess gegen den anarchistischen Geheimbund Omladina, der in der Arbeiterbewegung seine Wurzeln hatte, zu zwei Jahren Kerker verurteilt (ein Jahr später begnadigt). Kurz war er in der Partei Národní strana svobodomyslná aktiv, 1899 gründete er dann die radikale, antihabsburgisch ausgerichtete Partei Česká strana státoprávní mit; er kam danach der Partei Jungtschechen nahe, der er 1907 beitrat und unter anderem deren Zeitung Národní listy leitete (ab 1910). 1911 wurde Rašín in den Wiener Reichsrat gewählt.
Nach dem Ausbruch des Ersten Weltkrieges engagierte sich Rašín in der geheimen Widerstandsgruppe Maffie, in deren Präsidium er gewählt wurde. Noch im selben Jahr wurde er verhaftet und zusammen mit Karel Kramář und Vincenc Červinka zum Tode verurteilt, was kurz darauf auf zehn Jahre Haft umgewandelt wurde, schließlich wurde er 1917 ebenfalls durch Kaiser Karl I. begnadigt. Im Februar 1918 beteiligte er sich an der Gründung der Partei Česká státoprávní demokracie, einem Zusammenschluss mehrerer Parteien. Er vertrat diese Partei 1918 im Národní výbor československý. Im Oktober gehörte er zu den sogenannten „Männern des 28. Oktober“ („muži 28. října“), die in Prag ein Nationalkomitee gründeten, das am 28. Oktober 1918 die unabhängige Tschechoslowakei ausrief. Alois Rašín verfasste und unterschrieb das überhaupt erste Gesetz des neuen Staates, das Gesetz über die Errichtung des selbstständigen tschechoslowakischen Staates, das sogenannte Rezeptionsgesetz.
Nach der Entstehung der selbständigen Tschechoslowakei war Rašín 1918–1923 wieder in der Nationalversammlung vertreten: vom 14. November 1918 bis zum 15. April 1920 erhielt er aufgrund seiner Tätigkeit im Nationalausschuss 1918 einen Sitz für die Partei Česká státoprávní demokracie (beziehungsweise Československá národní demokracie) in der sogenannten Revolutionären Nationalversammlung, im April 1920 wurde er in die reguläre Nationalversammlung gewählt und blieb dort Mitglied bis zu seinem Tod 1923.

### Tätigkeit als Finanzminister
Bei der Suche nach Kabinettsmitgliedern für die neue (erste) Regierung nach der Staatsgründung wurde Alois Rašín zuerst als Innenminister gehandelt, er lehnte dies jedoch ab, weil er das Justizministerium bevorzugte. Rašín amtierte als Justizminister in der Regierung Karel Kramář (14. November 1918 – 8. Juli 1919) und dann in der Regierung Antonín Švehla I (vom 7. Oktober 1922 bis zu seinem Tode am 18. Februar 1923). In beiden Fällen war er zugleich Vorsitzender des Bankausschusses beim Finanzministerium.

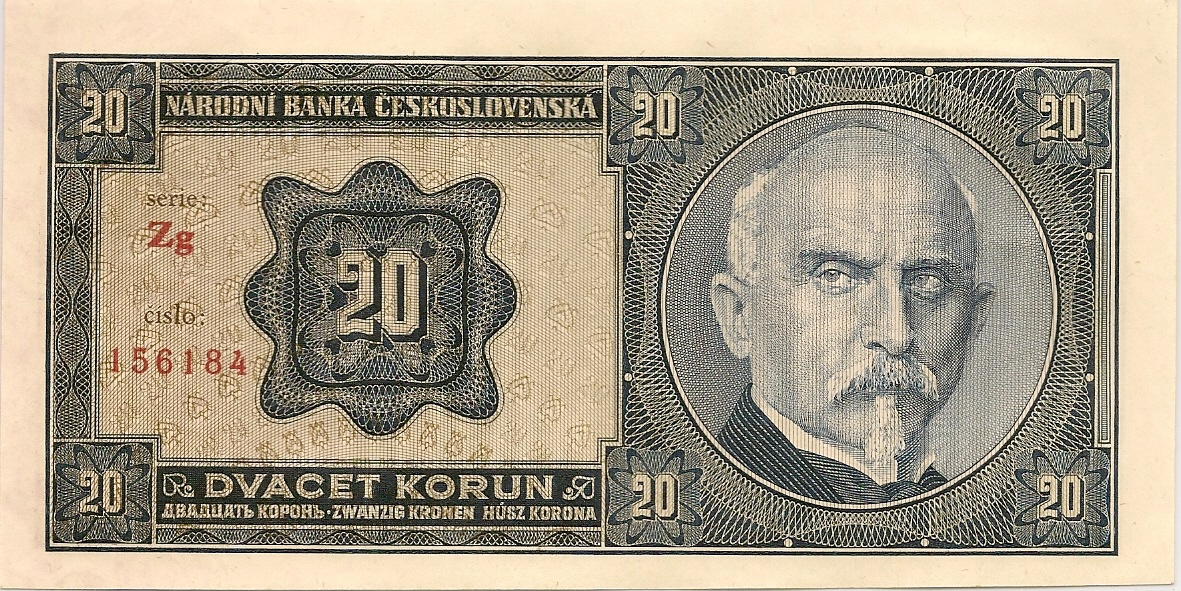
Rückseite der 20-Kronen-Banknote von 1926 mit Rašíns Porträt

Rašíns Name steht für den Erschaffer einer stabilen neuen Währung, für jemanden, der die nach dem Krieg angegriffenen staatlichen Finanzen durch eine Währungsreform stabilisierte, indem er die neue tschechoslowakische von der stark inflationären österreichischen Währung konsequent trennte. Aufgrund besonderer Machtbefugnisse, die sich aus dem Gesetz 24/1919 Sb. ergaben, ließ er ab dem 26. Februar 1919 bis zum 9. März 1919 die Staatsgrenze schließen und die bis dahin gültigen und in der Tschechoslowakei umlaufenden österreichischen Kronenbanknoten abstempeln, die somit zur neuen Währung wurden und danach für die neue Tschechoslowakische Krone umgetauscht wurden. Weitere Maßnahmen betrafen Kredite, Münzen und Gold, Konten, Wertpapiere, insbesondere dann eine Aufstellung aller Immobilien und des Eigentums. Diese Maßnahmen verhinderten auf dem Gebiet des neuen Staates eine Hyperinflation.
Am 7. Oktober 1922 wurde Rašín Finanzminister im Kabinett Svehla I. Mitten in einer Wirtschaftskrise betrieb er eine Deflationspolitik (1922 fielen die Preise durchschnittlich um 42 % und die Löhne um 32 %) zugunsten einer starken Währung. Dafür wurde er scharf kritisiert, vor allem aus der politischen Linken. Am 5. Januar 1923 wurde Rašín in Prag von einem jungen Anarchisten namens Josef Šoupal (1903–59) angeschossen. Rašín starb nach langem Leiden am 18. Februar 1923.

## Werke (Auswahl)
- České státní právo, Hrsg.: Časopis českého studenstva, Prag 1891 (diese Broschüre wurde verboten).
- Můj finanční plán, Pražská akciová tiskárna, Prag 1920.
- Financial Policy of Czechoslovakia during the First Year of its History, Clarendon Press, Oxford 1923 (online bei Archive.org).
- Finanční a hospodářská politika do konce roku 1921, Pražská akciová tiskárna, Prag 1922.
- Národní hospodářství, Český čtenář, Prag 1922.
- Die Finanz- und Wirtschaftspolitik der Tschechoslowakei, Duncker & Humblot, München/Leipzig 1923.